# Thomas Gordon (écrivain)
Pour les articles homonymes, voir Thomas Gordon et Gordon.
Ne doit pas être confondu avec Gordon Thomas.
Thomas Gordon, né vers 1691 et décédé le 28 juillet 1750, est un écrivain écossais. Il fonde, avec John Trenchard, The Independent Whig, un périodique hebdomadaire. De 1720 à 1723, Trenchard et Gordon ont écrit une série de 144 essais intitulés Cato's Letters, condamnant la corruption et le manque de moralité au sein du système politique britannique et mettant en garde contre la tyrannie. Les écrits ont été publiés dans l'ouvrage Essais sur la liberté civile et religieuse, d'abord dans le London Journal, puis dans le British Journal. Ces essais sont à l'origine de la tradition des hommes du Commonwealth et ont été déterminants dans la formation des idées du country party. Ces idées ont joué un rôle important dans la formation du républicanisme en Grande-Bretagne et dans les colonies américaines, et ont notamment conduit à la révolution américaine,.

## Biographie
Thomas Gordon est né à Kirkcudbright (Ecosse) vers la fin du XVIIe siècle. Il fréquenta l'université d'Aberdeen. 
Il se rendit à Londres dans sa jeunesse et enseigna les langues et la littérature anglaise. Deux pamphlets sur la controverse bangorienne le firent remarquer par John Trenchard, homme politique whig ; l’une était probablement une lettre au seigneur archevêque (c'est-à-dire William Wake) en 1719, qui avait écrit une lettre en latin sur Hoadly, adressée à l'église de Zurich. Gordon devint le copiste de Trenchard.
Robert Walpole fit de Gordon le premier commissaire aux licences de vin, poste qu'il occupa jusqu'à sa mort le 28 juillet 1750. Gordon se maria deux fois, sa seconde épouse étant la veuve de Trenchard. 

## Œuvres
Un tract intitulé The Independent Whig, publié au moment du rejet du projet de loi sur la pairie (décembre 1719), fut suivi d’un deuxième projet en janvier 1720 sur la paix avec l’Espagne et la valeur de Gibraltar pour l’Angleterre. Un hebdomadaire du même nom fut ensuite créé et repris tout au long de l’année, avec les articles de Trenchard, Gordon et un troisième contributeur, "C." (Anthony Collins, identifié dans la cinquième édition). Il fut réuni pour la première fois dans un volume en 1721. À la cinquième édition (1732) étaient ajoutés The Craftsman, un sermon à la manière de Daniel Burgess, également publié séparément, une lettre à un « monsieur d'Édimbourg » et une épitaphe sur Trenchard. Dans une sixième édition (1735) a été ajouté un troisième volume contenant la lettre de Gordon à William Wake de 1719 et d’autres tracts ; une septième édition parut en 1743 et un quatrième volume fut ajouté en 1747, contenant des tracts écrits lors de la rébellion jacobite de 1745. 
Le livre était principalement une attaque contre le parti de la Haute Église et, sur la page de titre des éditions ultérieures, est intitulé «Défense du christianisme primitif… contre les prétentions exorbitantes d'ecclésiastiques fanatiques et mécontents». Thomas Wilson, évêque de Sodor et Man, essaya de l'exclure de son diocèse et eut des ennuis en conséquence. Il a été traduit en français par le baron d'Holbach. 
En 1720, Gordon et Trenchard entamèrent, dans le London Journal puis dans le British Journal, la publication des Cato's Letters, jusqu'à la mort de Trenchard en 1723. Elles furent réimprimées en 4 volumes en 1724. 
Gordon publia, en 1728, par abonnement, une traduction de Tacite, en 2 volumes (avec dédicaces au prince de Galles et à Walpole). Elle fut plusieurs fois rééditée et semble avoir été la traduction standard jusqu'à la fin du siècle. Elle constitua une lecture de jeunesse d'Edward Gibbon (Misc. Fonctionne, i. 41). En 1744, il publia The Works of Sallust, avec des discours politiques sur cet auteur; auquel fut ajoutée une traduction des quatre "Catilinaires" de Cicéron. Il publia un Essai sur le gouvernement en 1747 et une Collection de papiers de lui parut en 1748 
Gordon a également écrit une préface d'une traduction du juriste Jean Barbeyrac intitulée L'Esprit des ecclésiastiques à tous les âges, 1722 